# Mont Tom
Pour l’article homonyme, voir Mont Tom (Nouvelle-Écosse).
Le mont Tom est, avec 366 mètres d'altitude, le point culminant de la Mount Tom Range, un chaînon situé dans la vallée du Connecticut, au Massachusetts (États-Unis), et faisant partie de Metacomet Ridge. Le sommet s'élève abruptement sur 340 mètres de haut, au sud du chaînon, et offre des vues plongeantes sur les paysages alentour. Il s'agit du plus haut sommet composé de roches magmatiques de Metacomet Ridge. Il est situé sur le territoire des villes d'Easthampton et Holyoke.

## Toponymie
Selon la tradition populaire, le mont Tom, point culminant du chaînon, a été baptisé en l'honneur de Rowland Thomas, un géomètre-expert chargé de l'établissement de Springfield dans les années 1660. Il aurait donné son nom lui-même au sommet tandis que son collègue Elizur Holyoke, travaillant sur la rive opposé du fleuve, faisait de même pour le mont Holyoke.

## Géographie

### Géologie

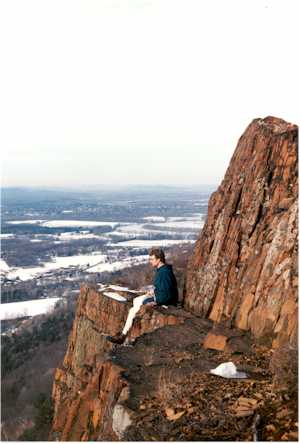
Vue depuis le mont Tom, plus haut sommet composé de roches magmatiques de Metacomet Ridge.

Le mont Tom, comme la plus grande partie de Metacomet Ridge, est composé de basalte, une roche volcanique. Elle s'est formée à la fin du Trias lors de la séparation de la Laurasia et du Gondwana, puis de l'Amérique du Nord et de l'Eurasie. La lave émise au niveau du rift s'est solidifiée en créant une structure en mille-feuille sur une centaine de mètres d'épaisseur. Les failles et les séismes ont permis le soulèvement de cette structure géologique caractérisée par de longues crêtes et falaises.

### Écosystème
La combinaison des crêtes chaudes et sèches, des ravines froides et humides et des éboulis basaltiques est responsable d'une grande variété de microclimats et d'écosystèmes abritant de nombreuses espèces inhabituelles pour la région.

## Histoire

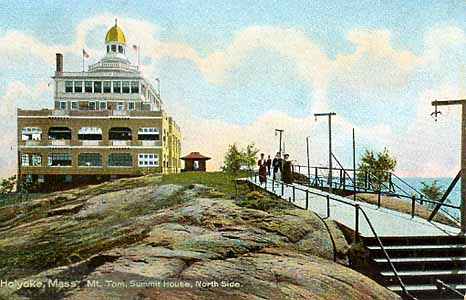
Carte postale représentant la Mount Tom Summit House en 1900.

Le Mount Tom Hotel est construit au sommet en 1897 mais est incendié trois ans plus tard. Rénové, il brûle de nouveau en 1929 et n'est jamais reconstruit. En 1902, la propriété devient la première parcelle à intégrer la Mount Tom State Reservation. En 1933, le Civilian Conservation Corps contribue à la mise en place des structures et des routes du parc, encore existantes au début du XXIe siècle.
En 1897, la Holyoke Street Railway Company commence la construction de ce qui deviendra le « Mountain Park », un parc à tramway et, plus tard, un parc de loisirs, sur le versant oriental de la Mount Tom Range. Le projet change de mains plusieurs fois jusqu'à sa fermeture définitive en 1988 en raison de la concurrence imposée par les plus grands parcs à thème,.

## Activités

### Tourisme
Le mont Tom est une destination populaire ; il est traversé par une partie des 180 kilomètres de sentiers du Metacomet-Monadnock Trail, par un réseau de sentiers de randonnée pédestre secondaires et également par une route automobile qui passe sous la falaise occidentale. Cette route est fréquentée par les cyclistes, les coureurs pédestres et les amateurs de vélo tout-terrain, ainsi que par les skieurs fond et de randonnée en hiver. Le géocaching est également populaire. La montagne est un lieu réputé pour l'observation ornithologique des migrations de rapaces. Une tour est d'ailleurs construite sur le proche Goat Peak dans ce but,. Le mont Tom est enregistré auprès des radioamateurs sous le code SOTA W1/MB-006, propre au programme Summits On The Air.

### Protection environnementale
La plus grande partie du mont Tom est protégée au sein de la Mount Tom State Reservation. De 1962 à 1998, il a abrité une station de ski de piste ; bien que désormais fermée, ses pentes sont toujours fréquentées par des skieurs de randonnée et la station a été conservée par les efforts concertés de plusieurs associations et du Commonwealth of Massachusetts. Aucun projet de réouverture n'est envisagé.

## Culture populaire
Le mont Tom est mentionné dans le chapitre IX par le personnage principal du roman de Henry James publié en 1875 et intitulé Roderick Hudson.